# Nymphargus griffithsi
Espèce
Synonymes
- Cochranella griffithsi Goin, 1961
- Centrolenella griffithsi (Goin, 1961)

Statut de conservation UICN

 LC  : Préoccupation mineure
Nymphargus griffithsi est une espèce d'amphibiens de la famille des Centrolenidae.

## Répartition
Cette espèce se rencontre de 1 460 à 2 650 m d'altitude :
- en Colombie sur le versant Ouest de la cordillère Occidentale dans les départements d'Antioquia, de Chocó, de Cauca, de Valle del Cauca, de Nariño et de Risaralda et sur le versant Est de la cordillère Centrale dans le département de Caldas ;
- en Équateur sur la cordillère Occidentale dans les provinces de Cotopaxi et de Pichincha.

## Étymologie
Cette espèce est nommée en l'honneur d'Ivor Griffiths.

## Publication originale
- Goin, 1961 : Three new centrolenid frogs from Ecuador. Zoologischer Anzeiger, vol. 166, p. 95-104.